# Segunda Avenida Suroeste
La 2.ª Avenida Suroeste (Segunda Avenida Suroeste) es una avenida ubicada en el sector suroeste de la ciudad de Managua, Nicaragua. Sirve como vía colectora intermedia, uniendo barrios históricos y zonas institucionales con conexiones directas hacia la Avenida Bolívar (Managua), la Pista Juan Pablo II y arterias del centro antiguo de la capital.

## Trazado
La avenida inicia en el norte desde su cruce con la Calle 27 de Mayo (también conocida como 7.ª Calle Suroeste) en las cercanías del antiguo centro histórico. Avanza en dirección sur, intersectando con calles transversales importantes como la 4.ª Calle Suroeste, 7.ª Calle Suroeste, y 10.ª Calle Suroeste, y finaliza en el acceso a la Pista Juan Pablo II en las inmediaciones del Barrio El Edén y el Barrio Costa Rica.

## Intersecciones principales
- Calle 27 de Mayo – Conexión directa con avenidas hacia el lago Xolotlán
- 4.ª Calle Suroeste – Cruce residencial
- 7.ª Calle Suroeste – Vía conectora hacia el centro comercial Plaza Inter
- 10.ª Calle Suroeste – Cruce comercial en zona de escuelas y servicios
- Avenida Bolívar (Managua) – Eje este-oeste de Managua
- Pista Juan Pablo II – Principal vía periférica de Managua

## Barrios que atraviesa
- Barrio El Edén
- Barrio Costa Rica
- Golfo Pérsico
- Sector Oeste Avenida Bolívar
- Barrio 380

## Coordenadas
12°7′32″N 86°15′32″O / 12.12556, -86.25889